# Daubentonia madagascariensis
El aye-aye (Daubentonia madagascariensis) es una especie de primate estrepsirrino de la familia Daubentoniidae endémico de la isla de Madagascar, emparentado con los lémures. Su estrafalaria apariencia hace que se le considere el principal responsable del origen de la palabra «lémur», que significa en latín «espíritu nocturno». El aye-aye es el único representante vivo de su género (Daubentonia), familia (Daubentonidae) e infraorden (Chiromyiformes), lo que deja bien a las claras su extrema rareza. Solo se conoce otra especie próxima al aye-aye, el aye-aye gigante (Daubentonia robusta), que se extinguió hace menos de 1000 años.

## Descripción
El pelaje es largo en todo el cuerpo, especialmente en la cola, razón por la que el aye-aye fue clasificado inicialmente como una extraña ardilla cuando se descubrió. El color del pelaje es totalmente negro salvo en la cara, donde se aclara hasta ser blanquecino. Ocasionalmente se dan individuos pardos. Los adultos alcanzan el tamaño aproximado de un gato doméstico, con 40 centímetros de la cabeza a la cola y otros 55 de longitud total de ésta. Pesa de dos a tres kilos y puede vivir hasta 23 años. Además de sus amplias orejas, en su cabeza destacan también sus ojos, grandes y amarillos, típicos del animal nocturno que es. El olfato también es bastante fino.
Los aye-ayes son animales arborícolas de hábitos nocturnos. Se alimentan de larvas de insectos que encuentran bajo la corteza de los árboles, localizándolas mediante golpes rítmicos sobre la corteza. Algunas poblaciones introducidas en los años 1960 en pequeñas islas también se alimentan de las semillas de especies del género Canarium y del néctar de las flores de Ravenala madagascariensis. Este método es típico de los pájaros carpinteros, pero único entre los mamíferos. Para conseguirlo, usa su largo y huesudo tercer dedo, y distingue cualquier pequeña perturbación en el ruido que produce el golpeteo (indicio de una galería de madera carcomida bajo la corteza) gracias a sus grandes y bien desarrollados oídos (su sentido principal), semejantes a los de un murciélago. Solo se conoce otro caso de adaptación tan fuerte de los dedos en ese sentido en toda la historia de la evolución, el del pequeño dinosaurio arborícola Epidendrosaurus.

## Hábitat

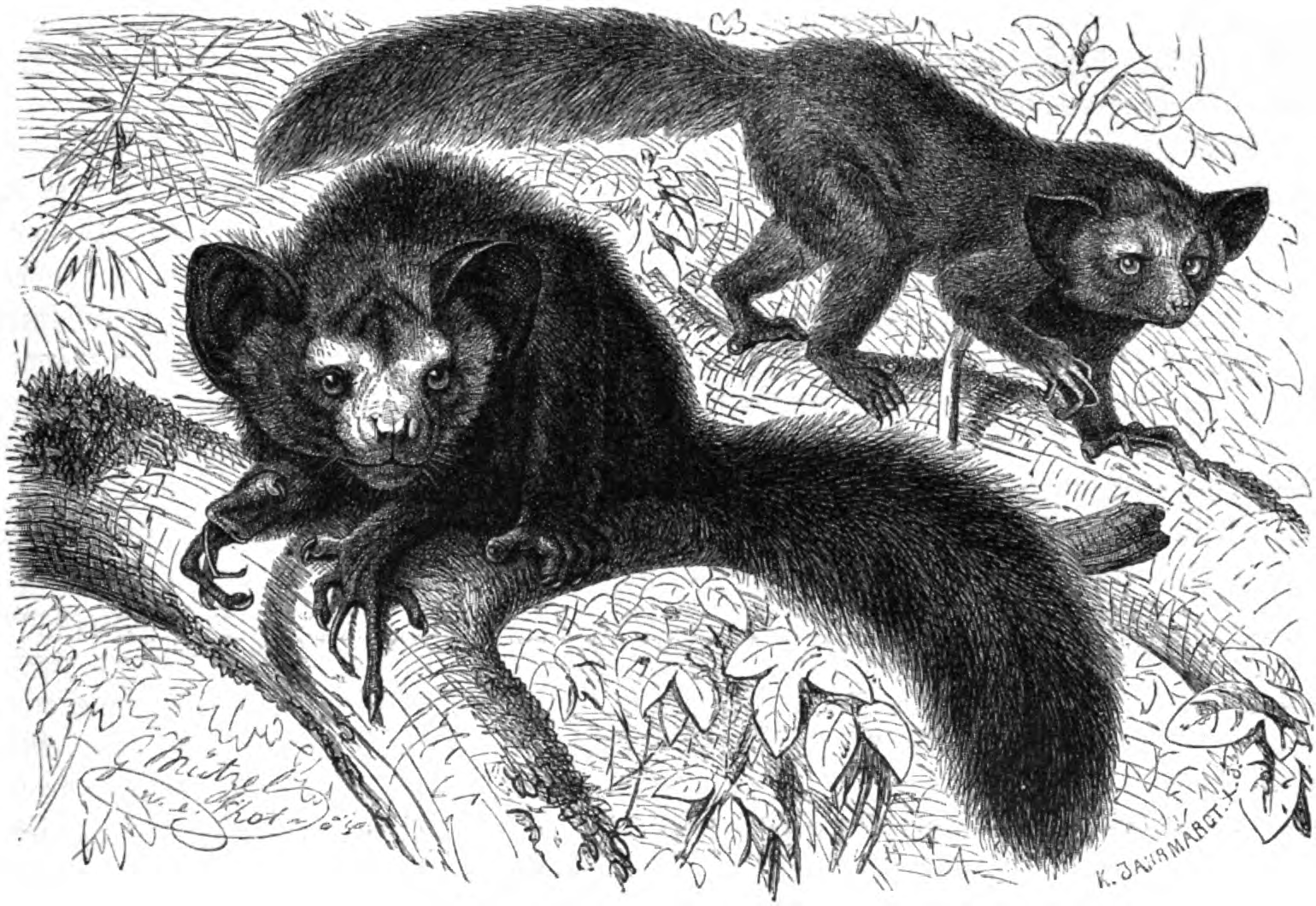
Dos aye-ayes sobre las ramas de un árbol, dibujo de 1887.

El hábitat del aye-aye lo constituye la selva tropical que cubre el este de Madagascar, donde se localiza en la parte más alta de los árboles. Su dieta de larvas de insectos es completada a veces con la ingesta de algunas hojas y frutos. Estos últimos los come de forma ritualizada y característica, primero royendo su cáscara (tiene unos dientes similares a los de una rata) y luego introduciendo en su interior el largo tercer dedo, con el que recoge la pulpa carnosa y se la mete en la boca como si estuviese usando una cuchara.
La destrucción de la selva malgache debido a los incendios provocados, la tala de árboles y el aclaramiento de grandes zonas para destinarlas a la agricultura ha empujado al aye-aye al borde de la extinción. De hecho, se pensó durante un tiempo que había desaparecido, hasta que se le redescubrió en 1961. Desde entonces el gobierno de Madagascar ha tomado distintas medidas con el fin de protegerlo a él y a su hábitat.

## Reproducción
Los aye-ayes hembras paren una sola cría, algo habitual en los lémures, y la llevan sobre su espalda durante los primeros meses de vida. Durante el día se refugian en nidos similares a los de los pájaros, que luego cambian por otros después de usarlos durante una temporada. Estos nidos están situados en la base de las ramas, siempre a más de 12 metros de altura del suelo.

## Estado de conservación
Según la Unión Internacional para la Conservación de la Naturaleza, el aye-aye está considerado como una especie en peligro de extinción. Esto se debe a la pérdida de hábitat por deforestación y a la caza furtiva, ya que los malgaches creen que estos animales presagian desgracias y los matan.

## Cultura popular
El folklore malgache considera al aye-aye una criatura mágica. Tiene un rostro muy inexpresivo y el hecho de que sea nocturno y rápido ha hecho que las supersticiones se disparen en Madagascar. Su dedo intermedio es más largo y delgado que el resto y en esa anatomía reside el mayor temor de los lugareños. Se dice que si apunta a una persona con él, ésta muere poco después de una forma repentina y horrible.
En algunas zonas, por ejemplo en Ambanja, cuando un aye aye es visto debe ser matado y su cola o el animal entero deben ser colgados en un poste de un cruce de caminos. Las creencias locales afirman que de este modo se evitará cualquier muerte en la zona, que las personas ajenas a la región que pasen por el lugar se llevarán la mala suerte, y que el propio animal personifica la mala suerte, de forma que alejándolo se alejará esta también. Sin embargo, en general, son animales tabú, que traen mala suerte si se matan, se ven o se tocan.